# 硒化镁
硒化镁是一种无机化合物，化学式为MgSe。它可由镁和硒的混合物燃烧得到，其薄膜可通过二茂镁和二甲基硒的MOCVD反应制得。它可以以岩盐、闪锌矿或纤锌矿结构结晶。